# 對中政策跨國議會聯盟
對中政策跨國議會聯盟（英語：Inter-Parliamentary Alliance on China，縮寫為IPAC，另譯作對華政策跨國議會聯盟）是由39個国家及歐盟的议会，超過250名跨黨派国会议员組成的国际组织，目的為關注並改革各國對中华人民共和国政策。

## 簡介

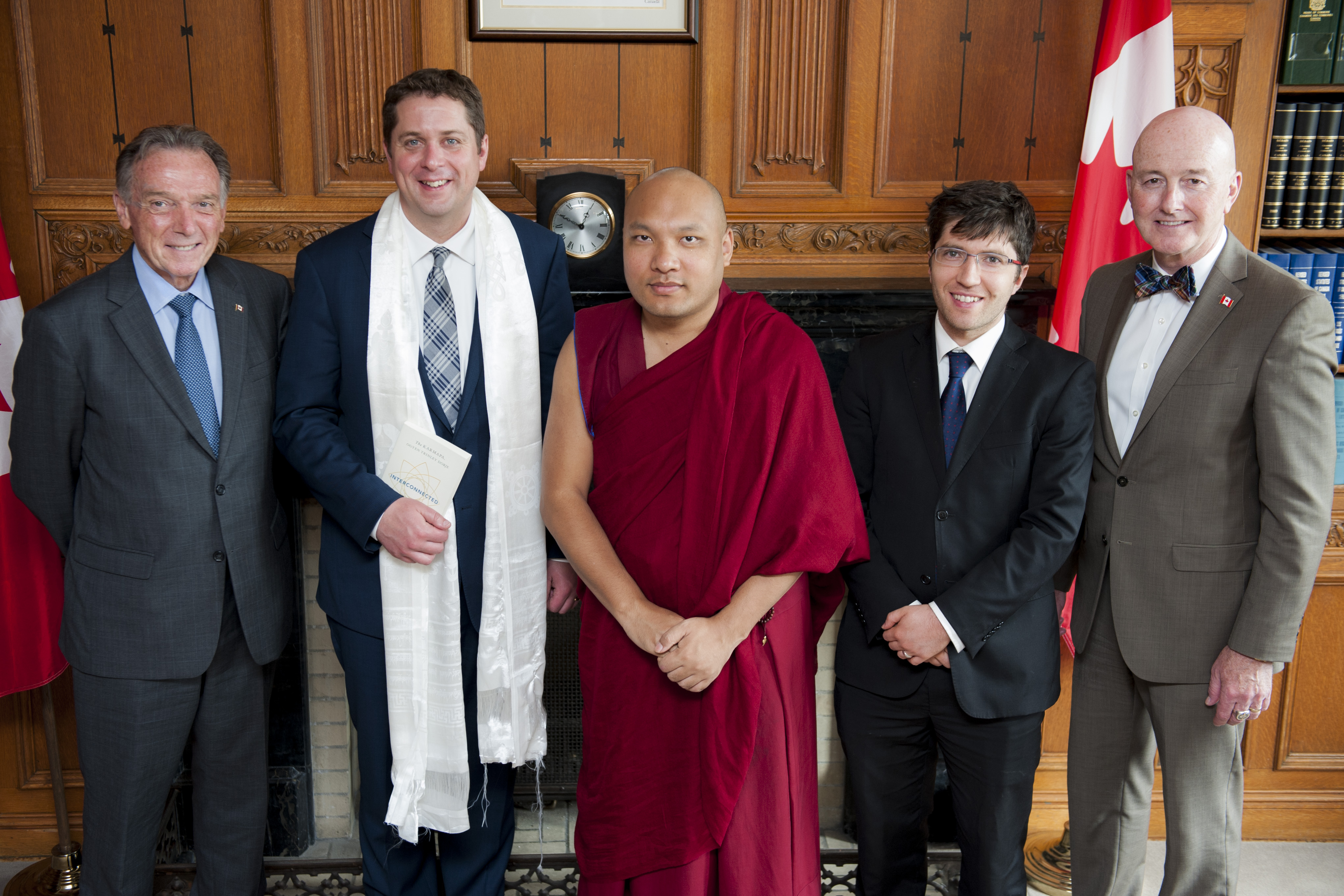
加拿大前部長Peter Kent、議員安德魯·熙爾、第十七世噶瑪巴·伍金赤列多吉和聯盟成員 Garnett Genuis、David Sweet等長期關注中國共產黨對西藏宗教自由的限制

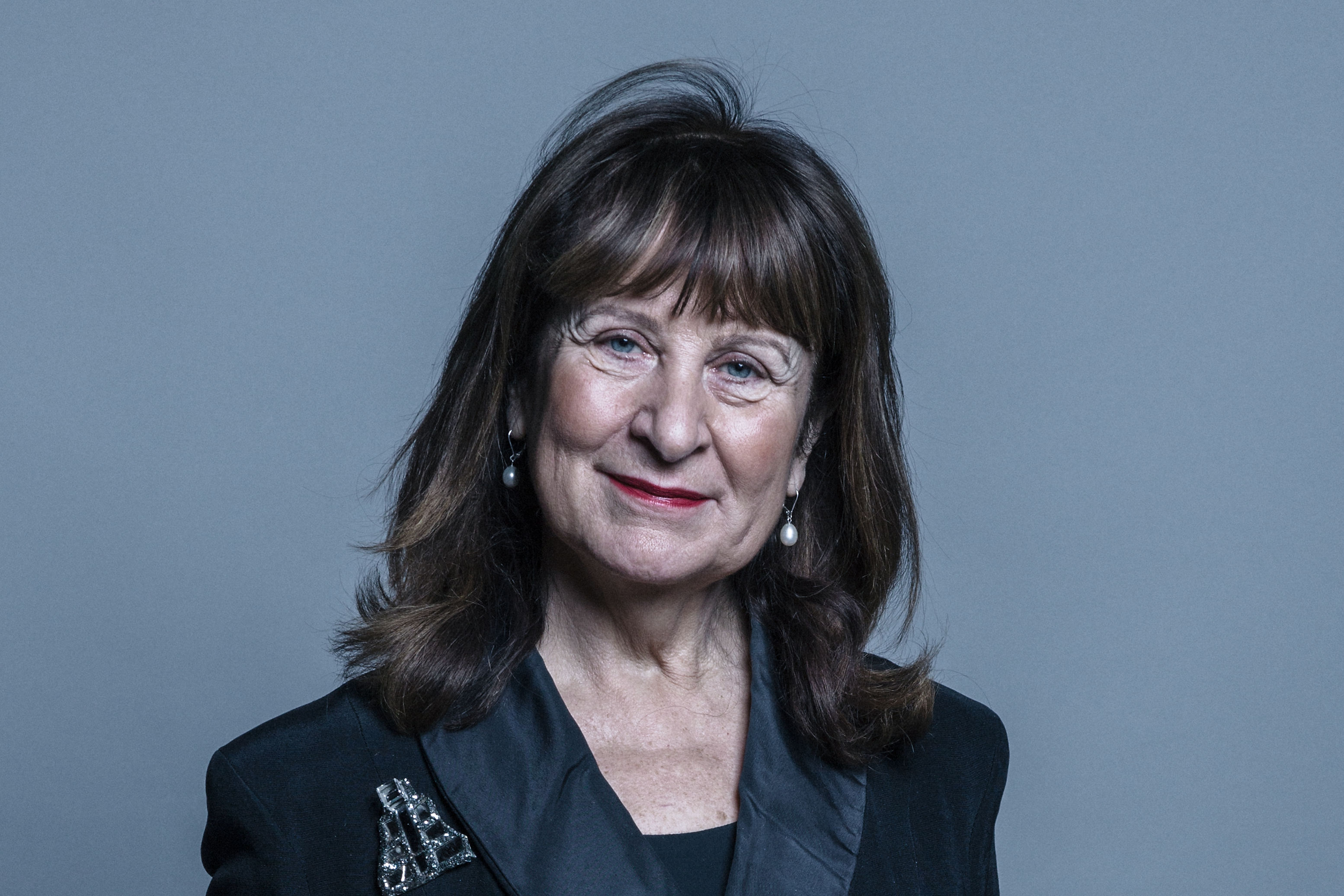
創始共同主席海倫娜·甘迺迪女男爵強烈批評中華人民共和國鎮壓香港民主運動

IPAC於2020年6月4日由英國保守黨前黨魁伊恩·鄧肯·史密斯發起，創始會員來自英国、美国、加拿大、澳大利亚、德国、日本、挪威、瑞典及欧洲议会等，每个国家代表皆由該國兩名立場相異（左派或右派）的成员领导。IPAC認為中华人民共和国令確保自由和安全的民主制度及人权價值正受到前所未有的壓力，希望通過各國合作以維護基於國際原則下的秩序、維護人權、促進公平貿易、加強安全和保障國家誠信，以此制止中華人民共和國崛起下所產生的各種負面問題。
2022年9月14日，IPAC於年度峰會後發布公報，聯盟將制止中華人民共和國對各國與臺灣（中華民國）自主發展外交關係的干涉。並致力推動增加台灣與其他國家之間的國會議員互訪、促進台灣進入世界卫生组织（WHO）等國際組織。2023年，菲律宾、肯尼亚及巴拉圭三國的國會議員宣布加入IPAC。
IPAC的立場使其成為中華人民共和國政府的眼中釘，有媒体报导其受到中國國安部數百次的網路攻擊；2024年IPAC峰會首度於臺北舉行，美联社和衛報的報導称北京官方試圖以恐嚇、施壓等手段試圖阻止部分國家議員與會。而台灣媒體也報導中國利用统一战线工作部、台湾办公室系統多方施壓中國國民黨不得出席會議，意圖阻止台灣入會。

## 成立宗旨
IPAC 是一個由各國議員組成的國際聯盟，旨在促進民主、維護人權，並應對中國崛起過程，對現有全球政治、安全秩序和人權所構成的威脅，強調以規則為基礎的國際秩序和基本自由的保護。通過聯合行動和協同努力並重新建構與中國的對話，

## 組織

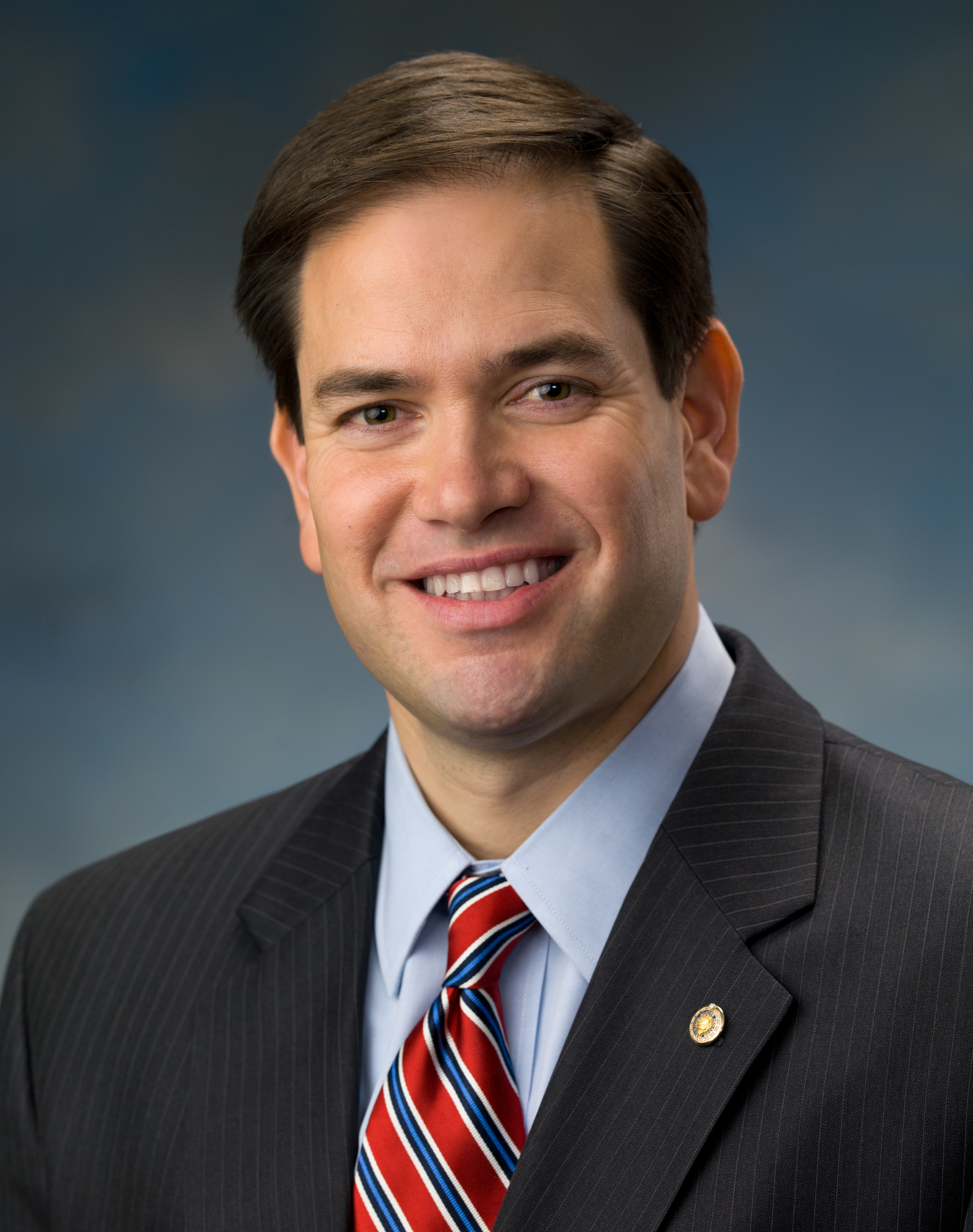
創始共同主席馬可·魯比歐批評中國共產黨的人權記錄

IPAC是以议会為主體的國際組織，並非行政部門，因此一個國家若想要加入IPAC，必需由該國國會的主要政黨取得共識，並由兩名來自不同意識形態政黨的國會議員代表該國參與，例如美国代表即是由共和黨與民主黨各一名議員擔任，英国也是由保守黨及工黨各一位議員代表。

### 成員

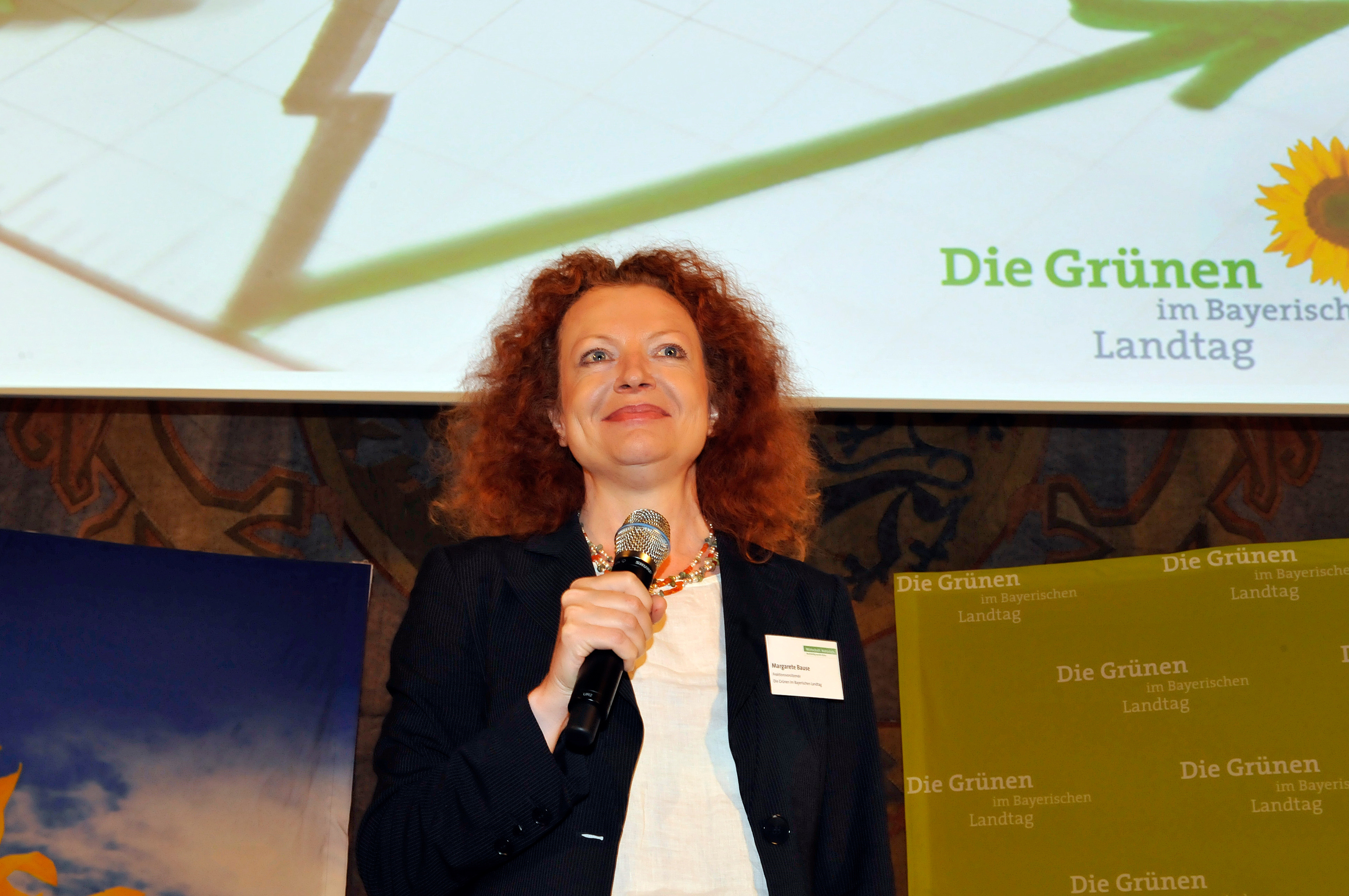
創始共同主席瑪格麗特·鮑斯是關切新疆維吾爾族穆斯林人權問題的德國聯邦議院聯盟90/綠黨議員

IPAC的創始會員是來自英國、美國、加拿大、澳洲、德國、日本、挪威、瑞典及歐洲聯盟的國會議員，成立於 2020年6月4日。至6月中旬，包括義大利、荷蘭、立陶宛、捷克等國的跨黨派政界人士陸續參與。後來，陸續有其他國家加入，如2023年有菲律賓、肯亞及巴拉圭的國會議員加入。
在中國的施壓下，馬拉威及甘比亞2國宣布退出，該國議員稱受北京當局干預。但在2025年，巴拿馬、斐濟2國加入成為新成員。
臺灣曾因缺少由不同意識形態的主要政黨來擔任共同主席，如中國國民黨，遲遲無法加入IPAC成為會員，僅以非會員身份參與。2022年，IPAC在華府舉辦年度峰會，時任立委林昶佐（無黨籍）、王婉諭（時代力量）與范雲（民進黨）前往與會。2024年IPAC在臺北舉行年度峰會，多名民進黨與民眾黨立委出席，國民黨立委則不參加。臺灣於此次峰會中正式加入IPAC，由民進黨立委范雲及民眾黨立委陳昭姿任共同主席。

## 資金
IPAC由乔治·索罗斯的開放社會基金會、美国国家民主基金会和臺灣民主基金會資助。

## 共同主席
* 註：執政黨以粗體字標記。
| 國家／實體                     | 議會                     | 姓名                                       | 所屬政黨                     |
| ------------------------------ | ------------------------ | ------------------------------------------ | ---------------------------- |
| 阿尔巴尼亚                     | 阿尔巴尼亚议会           | 法特米爾·梅迪烏                            | 阿爾巴尼亞共和黨             |
| 阿尔巴尼亚                     | 阿尔巴尼亚议会           | 柯海莉                                     | 阿爾巴尼亞社會黨             |
|                                | 澳大利亚议会             | 詹姆斯·帕特森                              | 自由黨                       |
| 彼得·哈利爾                    | 澳大利亚议会             | 工党                                       |                              |
| 比利时                         | 比利時聯邦議會           | 范霍夫                                     | 基督教民主和弗拉芒           |
| 玻利维亚                       | 玻利维亚议会             | 賽茜莉雅·雷克納                            | 公民社群                     |
| 玻利维亚                       | 玻利维亚议会             | 森塔·瑞克                                  | 我們相信                     |
|                                | 波斯尼亚和黑塞哥维那议会 | Adi Kalem                                  | 民主行動黨                   |
| Sanela Klarić                  | 波斯尼亚和黑塞哥维那议会 | 我們的黨                                   |                              |
| 加拿大                         | 加拿大國會               | 歐文·科特勒                                | 加拿大自由党                 |
| 加拿大                         | 加拿大國會               | 加内特·吉努斯                              | 加拿大保守黨                 |
| 哥伦比亚                       | 哥伦比亚国民议会         | 米蓮·賈拉瓦·迪亞茲（Milene Jarava Díaz）   | 民族团结社会党               |
| 哥伦比亚                       | 哥伦比亚国民议会         | 寶拉·奧爾金（Paola Andrea Holguín Moreno） | 民主中心                     |
|                                | 克羅埃西亞國會           | 馬特科·庫茲曼尼奇（Matko Kuzmanić）        | 克羅埃西亞社會民主黨         |
| Ermina Lekaj Prljaskaj         | 克羅埃西亞國會           | 獨立人士                                   |                              |
| 捷克                           | 捷克议会                 | 帕維爾·費舍                                | 獨立人士                     |
| 捷克                           | 捷克议会                 | 伊娃·戴克羅伊                              | 公民民主黨                   |
| 丹麦                           | 丹麥議會                 | 卡斯滕·洪格                                | 社會主義人民黨               |
| 丹麦                           | 丹麥議會                 | 摩頓·梅塞施密特                            | 保守人民黨                   |
| 欧盟                           | 欧洲议会                 | 伯納德·圭塔                                | 復興歐洲                     |
| 欧盟                           | 欧洲议会                 | 米里亚姆·莱克斯曼                          | 歐洲人民黨                   |
| 法國                           | 法國國會                 | 奥利维尔·卡迪奇                            | 民主人士和独立人士联盟       |
| 法國                           | 法國國會                 | 康斯坦斯·樂格佩                            | 共和黨                       |
|                                | 冈比亚国民议会           | 阿卜杜利·塞賽                              | 國家人民黨                   |
| 阿馬杜·卡馬拉                  | 冈比亚国民议会           | 民族和解黨                                 |                              |
| 德国                           | 德国联邦议院             | 米哈爾·布蘭特                              | 德国基督教民主联盟           |
| 德国                           | 德国联邦议院             | 鮑里斯·米亞托維奇                          | 联盟90/绿党                  |
| 印度                           | 印度议会                 | 蘇吉特·庫馬爾                              | 必居人民黨                   |
| 印度                           | 印度议会                 | 尼諾·艾因                                  | 印度国民大会党               |
| 伊拉克                         | 伊拉克國會               | Hussein Araab                              | 獨立人士                     |
| 伊拉克                         | 伊拉克國會               | Hussein Habib Al-Azerjawi                  | 獨立人士                     |
| 爱尔兰                         | 愛爾蘭國會               | 馬爾科姆·伯恩                              | 共和黨                       |
| 爱尔兰                         | 愛爾蘭國會               | 巴里·沃德                                  | 爱尔兰统一党                 |
| 義大利                         | 意大利议会               | 盧西奥·馬蘭                                | 意大利兄弟党                 |
| 義大利                         | 意大利议会               | 恩里科·博吉                                | 意大利活力党                 |
| 日本                           | 日本國會                 | 中谷元                                     | 自由民主黨                   |
| 日本                           | 日本國會                 | 舟山康江                                   | 國民民主黨                   |
|                                | 肯尼亚议会               | 保羅·卡塔納（Paul Katana）                 | 橙色民主運動                 |
| 猶大·尼亞莫科（Joash Nyamoko） | 肯尼亚议会               | 民主聯合陣線                               |                              |
| 科索沃                         | 科索沃议会               | 阿夫杜拉·霍蒂                              | 科索沃民主联盟               |
| 科索沃                         | 科索沃议会               | Saranda Bogujevci                          | 自决运动                     |
| 立陶宛                         | 立陶宛议会               | 多维莱·沙卡利埃内                          | 立陶宛社會民主黨             |
| 立陶宛                         | 立陶宛议会               | 帕季格                                     | 祖國聯盟－立陶宛基督教民主黨 |
| 马拉维                         | 馬拉威國會               | 亞柏·卡耶姆比                              | 馬拉威大會黨                 |
| 马拉维                         | 馬拉威國會               | Ackson Kalaile Banda                       | 人民黨                       |
| 蒙特內哥羅                     | 蒙特內哥羅國會           | 亞歷山德拉·武科維奇（Aleksandra Vukovic）  | 蒙特內哥羅社会主义者民主党             |
| 荷蘭                           | 荷蘭國會                 | 湯姆·范德李                                | 綠色左派                     |
| 荷蘭                           | 荷蘭國會                 | 揚·帕特諾特                                | 民主66                       |
| 新西兰                         | 新西兰议会               | 約瑟夫·穆尼                                | 新西兰国家党                 |
| 新西兰                         | 新西兰议会               | 英格麗·李瑞                                | 新西兰工党                   |
| 北馬其頓                       | 北馬其頓議會             | 法特米爾·拜蒂基                            | 馬其頓社會民主聯盟           |
| 北馬其頓                       | 北馬其頓議會             | 安托尼奥·米羅索斯基                        | 馬其頓民族統一民主黨         |
| 挪威                           | 挪威議會                 | 古里·梅尔比                                | 自由黨                       |
| 菲律賓                         | 菲律宾国会               | 黎牙沓                                     | 民族主義人民聯盟             |
| 菲律賓                         | 菲律宾国会               | 伊恩·阿馬通                                | 菲律賓自由黨                 |
| 巴拉圭                         | 巴拉圭國民議會           | 愛德華多·納卡馬                            | 真正激进自由党               |
| 巴拉圭                         | 巴拉圭國民議會           | 古斯塔沃·雷特                              | 全国共和协会—红党            |
| 羅馬尼亞                       | 罗马尼亚议会             | 克特林·泰尼塔                              | 復興羅馬尼亞歐洲計劃         |
| 羅馬尼亞                       | 罗马尼亚议会             | 亞歷山德魯·穆拉魯                          | 國家自由黨                   |
| 所罗门群岛                     | 所罗门群岛国民议会       | 小彼得·凱尼洛雷亞                          | 索羅門群島聯合黨             |
| 所罗门群岛                     | 所罗门群岛国民议会       | 丹尼爾·瓦內歐羅                            | UMI變革黨                    |
| 瑞典                           | 瑞典議會                 | 伊莉莎白·蘭恩                              | 基督教民主黨                 |
| 瑞典                           | 瑞典議會                 | 喬爾·福塞爾                                | 自由黨                       |
| 瑞士                           | 聯邦議會                 | 法比安·莫利納                              | 瑞士社會民主黨               |
| 瑞士                           | 聯邦議會                 | 格哈特·普菲斯特                            | 瑞士基督教民主人民黨         |
| 中華民國（臺灣）               | 立法院                   | 范雲                                       | 民主進步黨                   |
| 中華民國（臺灣）               | 立法院                   | 陳昭姿                                     | 臺灣民眾黨                   |
| 乌干达                         | 乌干达议会               | 露西·阿奎羅                                | 民主變革論壇                 |
| 乌干达                         | 乌干达议会               | 勞倫斯·松加（Lawrence Songa）              | 全国抵抗运动                 |
| 乌克兰                         | 乌克兰最高拉达           | 亞歷山大·梅列日科                          | 人民公僕                     |
| 乌克兰                         | 乌克兰最高拉达           | 梅科拉·克尼茨基                            | 歐洲團結黨                   |
| 英国                           | 英国议会                 | 伊恩·鄧肯·史密斯                           | 保守黨                       |
| 英国                           | 英国议会                 | 海倫娜·甘迺迪                              | 工黨                         |
| 美国                           | 美国国会                 | 馬可·魯比歐                                | 共和黨                       |
| 美国                           | 美国国会                 | 傑夫·默克利                                | 民主党                       |
| 乌拉圭                         | 烏拉圭國會               | 愛德華多·路斯特                            | 環保主義者憲法黨             |
| 乌拉圭                         | 烏拉圭國會               | Pablo Viana                                | 民族黨                       |
| （個人加入）                   | 不適用                   | 池成浩（ 議員）                            | 國民力量                     |